# 鄺潔楹
鄺潔楹（英語：Judy Kwong Kit Ying，1992年7月2日—），香港女主持、演員及模特兒，現為無綫電視經理人合約藝員。

## 簡歷
鄺潔楹父母均為家具商人，胞兄則從事金融業，一家居於大埔淺月灣的獨立洋房，並經營一間投資公司。1998年，只得約六歲的鄺潔楹曾參演香港電影《追兇20年》，飾演片中男主角謝君豪的女兒盈盈，並與片中女主角周海媚有一段對手戲。 鄺潔楹曾就讀胡素貞博士紀念學校及聖公會林裘謀中學（2005年9月至2009年、中四），2009到2011年往美國路易斯安那州入讀當地高校 Independence High School 和選擇在黑人家庭寄宿，2014年畢業於西雅圖大學（主修商業經濟學，副修天文及辯論），在校期間曾遇鄰近大學的校園槍擊案卻無恙。她回港後曾任職業務分析師，但覺得朝九晚五的工作沉悶，不太適合自己而又喜歡新嘗試，故當了一年就加入演藝經紀公司 JamCast Management，轉職模特兒且拍攝多個廣告，成為第五代「邦民女」而聞名；亦於2016年8月通過試鏡，成為無綫電視旗下基本藝人合約藝員，初期主要擔任TVB娛樂新聞台粵語主播。
2017年，鄺潔楹在 J2 旅遊節目《3日2夜》中表現突出而受到注目，同年於該台處境劇《愛·回家之開心速遞》裡飾演「江百慧（Venus）」一角受到網民歡迎，2018年加入該台資訊節目《學是學非》同樣受到網民歡迎；翌年6月離開 JamCast Management，改簽無綫電視經理人合約。2021年9月，她分別在網上創立甜點品牌「Petite sserie」售賣曲奇，與伍富橋、健身教練及朋友合資逾百萬，於上環永樂街開設健身室「Dawn x Lab」；同年11月又跟服裝品牌「Bisou Bisou Store」合作推出一系列嬌小女生服飾「Le Petit Bisou」。2022年1月底，她涉足加密藝術品市場，投資一款名為「Monk Mafia」的非同質化代幣。
另外，鄺潔楹近年成為無綫電視監製陳維冠的常用演員。

## 演出作品

### 電影
| 年分   | 片名     | 角色             |
| 1998年 | 追兇20年 | 黃永年之女兒盈盈 |

### 電視劇
| 首播            | 劇名                     | 角色                      |
| 無綫電視        |                          |                           |
| 2017年至今      | 愛·回家之開心速遞        | 江百慧（Venus）           |
| 2019年          | 福爾摩師奶               | 鮑妹娣（青年）            |
| 2021年          | 逆天奇案                 | Nancy（第3，4集）         |
| 2021年          | 七公主                   | 方楚瑜（Jasmine）         |
| 2021年          | 十月初五的月光           | 萬沛琪                    |
| 2023年          | 新四十二章               | 蘇子瑜（Zoie）            |
| 2023年          | 一舞傾城                 | 劉世珍（Cecelia、細細粒） |
| 2023年          | 羅密歐與祝英台           | 莫芷莉（Molly）           |
| 2023年          | 新聞女王                 | 趙凱欣（Debbie）          |
| 2024年          | 法證先鋒VI：倖存者的救贖 | 安依霖                    |
| 未播映          | 武林                     |                           |
| big big channel |                          |                           |
| 2018年          | 我老細唔係人             | 跟車女神羅拉（第1集）     |

### 主持節目
| 首播         | 節目名              | 備註                                                                                   |
| 無綫電視     |                     |                                                                                        |
| 2016至2019年 | 娛樂新聞報道        | 粵語主播                                                                               |
| 2016至2019年 | Y Angle             | 主持（與周奕瑋、何廣沛、譚嘉儀、陳潔玲、譚永浩及黃庭鋒）2016年12月17日亮相             |
| 2017年       | 3日2夜              | 第一輯 第106 - 108集（與黃文意）第一輯 第119 - 122集（與鄭衍峰）                       |
| 2018年       | 3日2夜              | 第二輯 第1、2集主持（與陳詩欣、鄧以婷及伍樂怡）第21 - 23集主持（與伍樂怡）             |
| 2018年       | 學是學非            | 第五輯；主持（與黃心穎、梁嘉琪、麥美恩、張秀文、湯洛雯、馮盈盈、張寶兒、劉穎鏇及森美） |
| 2018至2019年 | 學是學非            | 第六輯；主持（與梁嘉琪、麥美恩、張秀文、湯洛雯、馮盈盈、張寶兒、劉穎鏇及何依婷及森美） |
| 2018年       | 戊戌年沙田龍舟競渡  | 主持（與宋熙年、陳約臨、張秀文、安德尊及鍾志光）                                       |
| 2018年       | 濫用公屋事件簿      | 主持（與蔣家旻）                                                                       |
| 2018年       | 2018娛樂繽Fun大派對 | 主持（與區永權、許文軒、陳貝兒、陳約臨及蘇可欣）                                       |
| 2019年       | 3日2夜              | 第三輯 第21 - 24集主持（與朱智賢）                                                     |
| 2019年       | 8個香港             | 主持（與吳若希、戴祖儀、陳詩欣、杜如風、馮盈盈、陳約臨及譚玉瑛）                       |
| 2019年       | 香港美食一條街      | 主持（與黃山怡及黃美棋）                                                               |
| 2019年       | 美食一條街 順德篇   | 主持（與黃山怡及黃美棋）                                                               |
| 2019至2020年 | 學是學非            | 第七輯、主持之一（與麥美恩、戴祖儀、陳詩欣、馮盈盈、張寶兒、劉穎鏇、何泳芍及陳欣茵）   |
| 2020年       | 3日2夜              | 第四輯 第1、2集（與魏芝、伍樂怡一同主持）                                              |
| 2020年       | 星光熠熠耀保良      | 主持（與陸浩明、麥美恩、丁子朗及黃美棋）                                               |
| 2023年       | 日本限定Super遊     | 主持（與曾志偉、周奕瑋、陳嘉慧及思霆）                                                 |
| 2023年       | 學是學非學環保      | 主持                                                                                   |

### 綜藝節目
| 首播            | 節目名                          | 備註                         |
| 香港電台        |                                 |                              |
| 2016年          | 生存之道                        | 固定演出                     |
| 無綫電視        |                                 |                              |
| 2017年          | 明愛暖萬心                      | 固定演出                     |
| 2018年          | big big channel失驚無神頒獎典禮 | 固定演出                     |
| 2018年          | Do姐有問題                      | 第二輯；固定演出（問題專員） |
| 2018年          | 降魔的 捉妖遊戲                 | 固定演出                     |
| 2018年          | big big channel 大公司周年慶    | 固定演出嘉賓                 |
| 2018年          | TVB 50+1再出發節目巡禮2019      | 嘉賓                         |
| 2018年          | 萬千星輝賀台慶2018              | 固定演出                     |
| 2019年          | 富貴金豬賀肥年                  | 固定演出                     |
| 2019年          | 2019國泰航空新春國際匯演之夜    | 固定舞蹈演出                 |
| 2019年          | Do姐有問題                      | 第三輯；固定演出（問題專員） |
| 2019年          | 善心滿東華2019                  | 固定演出嘉賓                 |
| 2020年          | 開運王團年迎金鼠                | 固定演出                     |
| 2020年          | 我們的未來                      | 固定演出                     |
| 2021年          | 明星運動會                      | 固定演出                     |
| 2023年          | 獎門人台慶感謝祭                | 固定演出嘉賓                 |
| 2023年          | 善心滿載仁愛堂                  | 固定演出                     |
| big big channel |                                 |                              |
| 2017年          | 明星Game 超聯大賽               | 固定演出                     |
| 2017年          | 12瞞逃                          | 固定演出                     |
| 2018年          | 第二屆明星麻雀王大賽            | 固定演出                     |

### 微電影
| 首映     | 電影名       | 角色   |
| 無綫電視 |              |        |
| 2018年   | 聖誕極光傳說 | Aurora |

### 音樂錄像
| 年分   | 歌名         | 歌手   |
| 2016年 | 錯了沒緊要   | Fantaz |
| 2018年 | 離開了的雙手 | 譚永浩 |
| 2018年 | 獻醜         | 洪卓立 |

### 電台節目
| 首播            | 節目名 | 備註        |
| 商業電台叱咤903 |        |             |
| 2017年          | 公子會 | 11月4日嘉賓 |
| 2018年          | 公子會 | 2月17日嘉賓 |
| 2019年          | 公子會 | 5月4日嘉賓  |

### 廣告
| 年分   | 產品                                                                                            |
| 2012年 | 大家樂「美國最牛火鍋」                                                                          |
| 2014年 | 邦民日本財務                                                                                    |
| 2015年 | Maybelline「眉筆」                                                                              |
| 2018年 | 美心食品「濃濃龍蝦湯螺絲粉 - 男人千祈唔好畀鎖匙女友」                                           |
| 2018年 | 美心食品「濃濃龍蝦湯螺絲粉 - 女人付出再多男人都係嫌三嫌四」                                     |
| 2018年 | 邦民日本財務「I 葛 a dream - 精華篇」                                                           |
| 2018年 | 邦民日本財務「I 葛 a dream - 無需證明篇」                                                       |
| 2018年 | 邦民日本財務「I 葛 a dream - 隱身篇」                                                           |
| 2018年 | 邦民日本財務「I 葛 a dream - 回贈 Gogogo 篇」                                                   |
| 2018年 | 邦民日本財務「I 葛 a dream - 足本篇」                                                           |
| 2018年 | 邦民日本財務「I 葛 a dream - 回贈快快快篇」                                                     |
| 2018年 | 妮維雅「高效瞬白嫩肌精華止汗系列 - Judy 鄺潔楹 明辨仙肌 3天仙氣速成法（上集）」                 |
| 2018年 | 妮維雅「高效瞬白嫩肌精華止汗系列 - Judy 鄺潔楹 明辨仙肌 如何做運動不失仙氣（下集）」            |
| 2018年 | 八達通「自動增值 - 賺得唔好嘥篇」                                                               |
| 2018年 | 邦民日本財務「【日本綜藝】日系精神大挑戰 – 仙氣女神鄺潔楹 Judy 挑戰櫻花妹任務」                 |
| 2018年 | 邦民日本財務「【劃時代貸款之孔子篇】 - 力撐您想 散工都批」                                      |
| 2018年 | 邦民日本財務「【劃時代貸款之悟空篇】 - 實力保證 無需證明」                                      |
| 2018年 | 邦民日本財務「【劃時代貸款之人魚篇】 - 由頭到尾 無需現身」                                      |
| 2018年 | 邦民日本財務「【劃時代貸款之白雪篇】 - 即時批核 等都慳返」                                      |
| 2018年 | 邦民日本財務「【劃時代貸款之孔明篇】 - 服務延長 型住借風」                                      |
| 2018年 | 博士倫「Biotrue 1-Day 全舒適散光日戴即棄隱形眼鏡 - 五行欠水：辦公室篇」                         |
| 2019年 | 歐緹麗（香港）「葡萄美白精華 - 搽得到的葡萄是美白的」                                           |
| 2019年 | 邦民日本財務「邦民仔之日常《舞動優惠篇》」                                                      |
| 2019年 | 邦民日本財務「邦民仔之日常《野外求貸篇》」                                                      |
| 2019年 | 邦民日本財務「邦民仔之日常《貸款過山車篇》」                                                    |
| 2019年 | 邦民日本財務「邦民仔之日常《上車篇》」                                                          |
| 2019年 | 喜療疤「除疤啫喱 - 3+3醫學去疤 首選喜療疤」                                                     |
| 2019年 | 喜療疤「除疤啫喱 - 3+3醫學去疤 首選喜療疤：煮食篇」                                             |
| 2019年 | 喜療疤「除疤啫喱 - 3+3醫學去疤 首選喜療疤：運動篇」                                             |
| 2019年 | 日本SE株式会社「《魔力寶貝 M》今日正式上架！立即聯同勇者招募官「鄺潔楹」×「周嘉洛」一同冒險！」 |
| 2019年 | 邦民日本財務「邦民東京之旅 #01 外苑 - OMOTENASHI 篇」                                           |
| 2019年 | 邦民日本財務「邦民東京之旅 #02 下北澤 - 極速體驗篇」                                            |
| 2019年 | 邦民日本財務「邦民東京之旅 #03 二子玉川 - 便利野餐篇」                                          |
| 2019年 | 邦民日本財務「邦民東京之旅 #04 淺草 - OMOTENASHI 續篇」                                         |
| 2019年 | 余仁生「原味滴雞精、花旗參紅棗味滴雞精」                                                        |
| 2021年 | 美心西餅「秋日戀曲蛋糕系列（法式栗子糯米糍蛋糕、雙重甘栗鮮果蛋糕、甘栗二重奏脆脆蛋糕）」        |

### 其他
- 2016年：無綫電視短片《平安夜》
- 政府資訊科技總監辦公室行動應用程式
- 2017年：《嬌小．玲瓏 - Judy Kwong 鄺潔楹》（Menclub 專訪）[27]

## 曾獲獎項與提名
| 年分   | 獎項                                                                            | 結果 |
| 2018年 | 2018香港電視大獎「節目主持人獎 - 《學是學非》（页面存档备份，存于））」         | 提名 |
| 2019年 | 萬千星輝頒獎典禮2019「最佳節目主持」（與黃山怡及黃美棋一同獲提名）              | 提名 |
| 2019年 | 萬千星輝頒獎典禮2019「最受歡迎電視拍檔」（與黃山怡及黃美棋一同獲提名）          | 提名 |
| 2020年 | 萬千星輝頒獎典禮2020「最佳節目主持」                                            | 提名 |
| 2021年 | 萬千星輝頒獎典禮2021「飛躍進步女藝員」                                          | 提名 |
| 2021年 | 萬千星輝頒獎典禮2021 最受歡迎電視拍檔（與黃翠如、林夏薇、高海寧、江嘉敏及陳瀅） | 提名 |
| 2022年 | 萬千星輝頒獎典禮2022「飛躍進步女藝員」                                          | 提名 |